# 보성중학교 겸백분교
보성중학교 겸백분교는 전라남도 보성군 겸백면 석호리에 있었던 공립 중학교이다.

## 연혁
- 1971년 3월 10일 보성겸백중학교 개교(6학급)(설립인가 2월 2일)
- 2000년 3월 1일 보성중학교 겸백분교장 격하
- 2003년 3월 1일 제12대 박성문 교장 부임
- 2005년 2월 18 제32회 졸업(14명) 총 졸업생수 2,801명
- 2007년 3월 1일 본교로 통합